# Thomas Jordan
Thomas Edward Jordan (Baltimora, 23 maggio 1968) è un ex cestista statunitense, professionista nella NBA, in Europa e in Sudamerica.